# Corythalia bonairensis
Espèce
Synonymes
- Attus bonairensis van Hasselt, 1887

Corythalia bonairensis est une espèce d'araignées aranéomorphes de la famille des Salticidae.

## Distribution
Cette espèce est endémique de Bonaire aux Pays-Bas caribéens.

## Description
Le mâle holotype mesure 4 mm.

## Systématique et taxinomie
Cette espèce a été décrite sous le protonyme Attus bonairensis par van Hasselt en 1887. Elle est placée dans le genre Corythalia par IJland et Verhoogt en 2025.

## Publication originale
- van Hasselt, 1887 : « Araneae exoticae quas collegit pro Museo Lugdunensi, J. R. H. Neervoort van de Poll, insulis Curaçao, Bonaire et Arubâ. » Tijdschrift voor Entomologie, vol. 30, p. 227-244 (texte intégral).